# 保得利大厦
保得利大厦（英語：Portcullis House）是一座位于伦敦西敏市的政府办公用楼。该楼建设始于1992年议会下院的委任，旨在为下院议员提供更多的办公室（西敏宫办公能力已经饱和）。建築的地面部分於1998年開工，2001年竣工。

## 外部連結
- Portcullis House on the UK Parliament website （页面存档备份，存于）

- Portcullis House, London, Michael Hopkins 2001 （页面存档备份，存于）, galinsky
- Inside Portcullis House （页面存档备份，存于）, Ben Davies BBC News 2001-11-15